# Klášterní Skalice
Klášterní Skalice je obec ležící v okrese Kolín. Žije zde 134 obyvatel.
Ves Klášterní Skalice se zámkem a zbytky kláštera se nachází 3 km severně od města Kouřim. Zámek stojí v areálu zemědělského dvora a je veřejnosti nepřístupný. V současné době je zámek využíván jako skladiště a byty. Součástí zámku je zrušená kaple Panny Marie. Severně od zámku stojí 10 m vysoký gotický pilíř, poslední památka na zaniklý klášterní komplex.
Klášterní Skalice je také název katastrálního území o rozloze 3,33 km².

## Historie

### Středověk
Obec, původně nazvaná pouze Skalice, se v listinách objevuje v polovině 14. století. První písemná zpráva pochází z roku 1345. Významu nabyla až jako Skalice Klášterská, nyní Klášterní Skalice až později po založení posledního českého kláštera řádu cisterciáků s kostelem Milosti Panny Marie (Ad Gratiam beatae Virginis), jehož zakládací listinu 13. října 1357 vydal mindenský biskup Dětřich z Portic a Kuglvajtu, původně cisterciácký mnich braniborského kláštera v Lehninu. Fundátor do nového založení pozval opata a 12 mnichů z mateřince v Sedlci u Kutné Hory. Věnoval jim pozemkový majetek, jmenovitě vesnice Skalici, Ždánice, Miškovice, Lipskou, les Kozí hřbet, a dále 2 000 kop pražských grošů na stavbu kláštera. Základní kámen byl položen a vysvěcen olomouckým biskupem Janem VIII. Očkem u Vlašimi, za přítomnosti císaře Karla IV., Arnošta z Pardubic, Dětřicha a dalších šlechticů. Dětřich spolu s pozdějšími donátory financoval stavbu trojlodní baziliky na půdorysu latinského kříže v délce něco přes 50 metrů a konventní budovy s čtvercovým rajským dvorem. Klášter přijal pod svou ochranu a finančně jeho stavbu podpořil král Václav IV. V dubnu roku 1421 byla blízká Kouřim obsazena husitským vojskem Pražanů, kteří patrně vyvrátili i stavebně nedokončené skalické opatství, konkrétní zprávy o něm chybí. Opět roku 1481 se připomíná nový opat s konventem jako chráněnec Viléma Zuba z Landštejna, ale klášter jen živořil a v roce 1553 jej ke svým statkům připojil sedlecký klášter již jako pustý.

### Novověk
V roce 1690 z iniciativy opata sedleckého kláštera Jindřicha Snopka (+1709) byl klášter obnoven jako novostavba v barokním slohu. Ke zbytkům zdi gotického kostela byla postavena jednolodní barokní kaple Panny Marie. K definitivnímu zrušení a vyvlastnění kláštera došlo v roce 1783 za reforem císaře Josefa II.). Od náboženského fondu jej v roce 1819 koupil Jiří Dörfel. Ten obytnou budovu kláštera přestavoval na zámek. Při tom použil kámen ze zřícenin kláštera. Pozdější majitelka obce prodala zámek i s hospodářským dvorem Janovi II. z Lichtenštejna v roce 1872. Tehdy byla zámecká budova opět přestavěna a získala dnešní podobu. Přízemí bylo upraveno jako byt správce dvora a v patře byly zřízeny sýpky a skladiště.
Při pozemkové reformě ve 20. letech minulého století se zámek stal sídlem zbytkového velkostatku a v padesátých letech přešel do správy JZD. Soukromému zemědělskému podniku patří i v současnosti.

### Územněsprávní začlenění
Dějiny územněsprávního začleňování zahrnují období od roku 1850 do současnosti. V chronologickém přehledu je uvedena územně administrativní příslušnost obce v roce, kdy ke změně došlo:
- 1850 země česká, kraj Pardubice, politický okres Kolín, soudní okres Kouřim[5]
- 1855 země česká, kraj Čáslav, soudní okres Kouřim
- 1868 země česká, politický okres Kolín, soudní okres Kouřim
- 1939 země česká, Oberlandrat Kolín, politický okres Kolín, soudní okres Kouřim[6]
- 1942 země česká, Oberlandrat Praha, politický okres Kolín, soudní okres Kouřim[7]
- 1945 země česká, správní okres Kolín, soudní okres Kouřim[8]
- 1949 Pražský kraj, okres Kolín[9]
- 1960 Středočeský kraj, okres Kolín
- 2003 Středočeský kraj, obec s rozšířenou působností Kolín

### Rok 1932
V obci Klášterní Skalice (276 obyvatel) byly v roce 1932 evidovány tyto živnosti a obchody: kolář, kovář, krejčí, výroba lihovin, 2 lomy, mlýn, obchod se smíšeným zbožím, trafika, velkostatek, obchod s vínem.

## Doprava
Dopravní síť
- Pozemní komunikace – Obcí prochází silnice III. třídy. Z obce je 1,5 km na silnici I/12 Praha - Kolín. Ve vzdálenosti 2,5 km lze najet na silnici II/334 Sadská - Kouřim - Sázava.

- Železnice – Železniční trať ani stanice na území obce nejsou. Nejbližší železniční stanicí jsou Kouřim a Bošice ve vzdálenosti 3 km ležící na trati 012 z Peček do Kouřimi.

Veřejná doprava
- Autobusová doprava (stav 2017) – Obec obsluhuje autobusová linka G54 Kolín - Plaňany - Kouřim (provoz v pracovních dnech, sobotu i neděli) (dopravce Okresní autobusová doprava Kolín, s. r. o.).

## Pamětihodnosti

### Klášter Skalice
Konvent byl založen až v roce 1357 a dokončen v roce 1400. Za Karla IV. patřil tento klášter po Zbraslavi a Vyšším Brodu k nejvýznamnějším stavbám cisterciáků v Čechách. K založení kláštera silnou měrou přispěl sám císař Karel IV., ale o vzniku rozhodl mindenský biskup Dětřich z Portic. Základní kámen byl položen 13. října 1357 a při slavnosti prý byl přítomen sám císař Karel IV., pražský arcibiskup Arnošt z Pardubic, olomoucký biskup Jan Očko z Vlašimi. Později fundaci potvrdil i sám papež Inocenc IV.
Zpočátku nebyl klášter tak bohatý, ale díky privilegiím, výsostným právům a dobrému hospodaření klášter i jeho statky rychle bohatl. Na přelomu 14. a 15. století získal finanční podporu přímo od krále Václava IV. Za husitského povstání byl ale v roce 1421 celý areál vypálen a pobořen, mnišský sbor byl částečně z opatství vyhnán, částečně pobit. Majetku a pozemků se zmocnila husity obsazená Kouřim a rozdělila je do necírkevních rukou, zprvu do měšťanských a později do šlechtických.
Nejvýznamnější stavbou klášterního areálu měla být gotická bazilika, na niž z jihu navazovaly gotické konventní budovy. Poslední pozůstatek po trojlodní bazilice je zbytek jednoho ze čtyř gotických pilířů v křížení hlavní a příčné lodi, který stojí severně od nynějšího zámku. Dále se zachovaly fragmenty kaple s východním průčelím štítové zdi konventu a oknem. Další částečné zbytky (síň s křížovou klenbou a kapitulní síň) kdysi rozsáhlého klášterního hospodářského dvora se nachází v dnes soukromém zemědělském statku. Architektonické zlomky, a to části okenních kružeb, sanktuarium, dva plasticky zdobené kamenné svorníky s figurami anděla a býka byly přeneseny do lapidária Národního muzea v Praze a do regionálního muzea v Kolíně nad Labem.

### Gotický most přes Výrovku
Západní a východní část vsi dělí říčka Výrovka, na níž se nacházel cenný gotický most. Ten byl pro havarijní stav v roce 2015 nahrazen novým betonovým mostem, pouze některé kvádry byly zakomponovány do opěrné zdi nové konstrukce jako připomínka.

### Další
- Socha svatého Prokopa
- Socha Panny Marie
- Socha svatého Jana Nepomuckého
- Socha svaté Anny

## Galerie

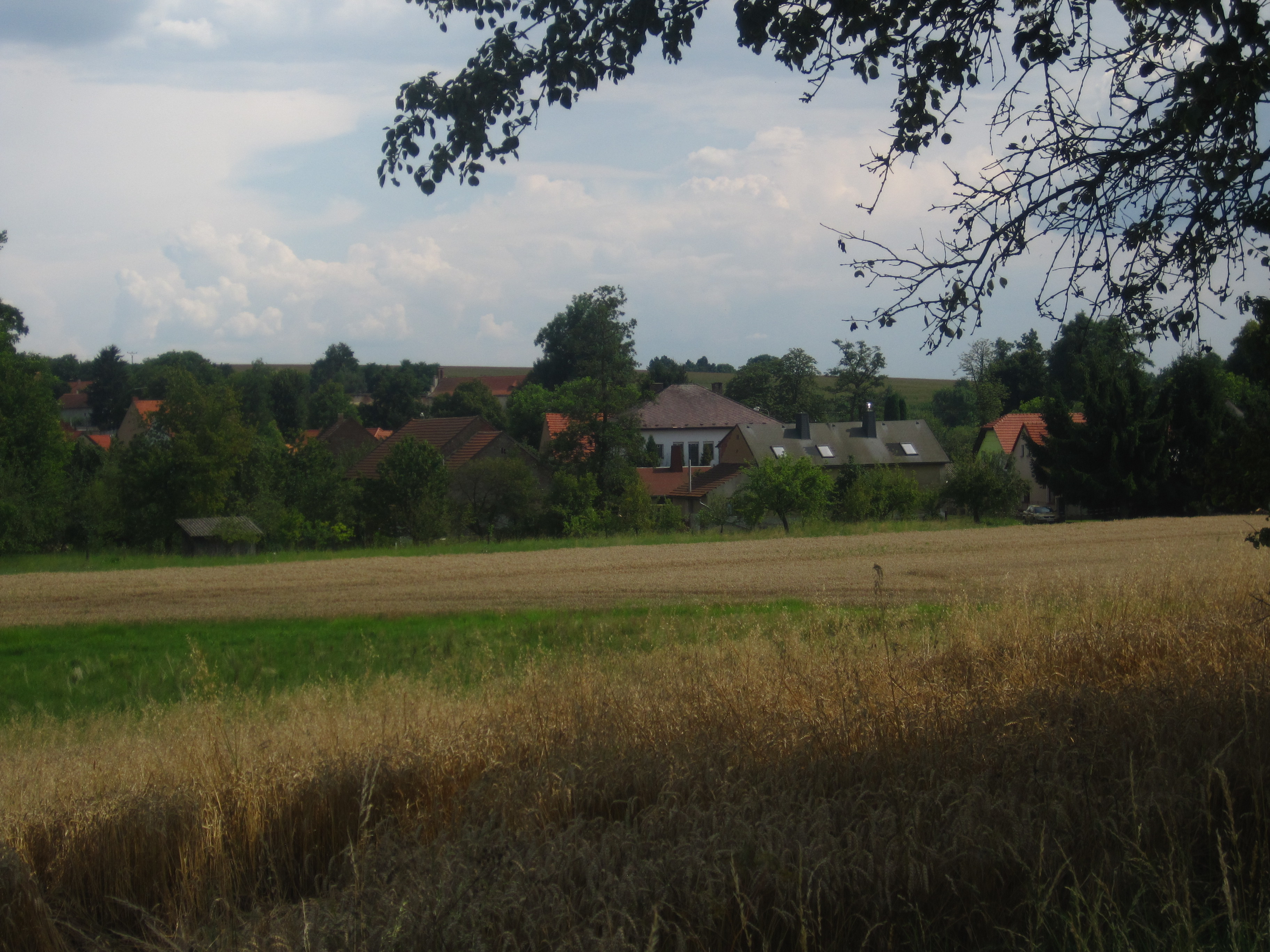
Celkový pohled na ves od západu (od silnice do Miškovic)
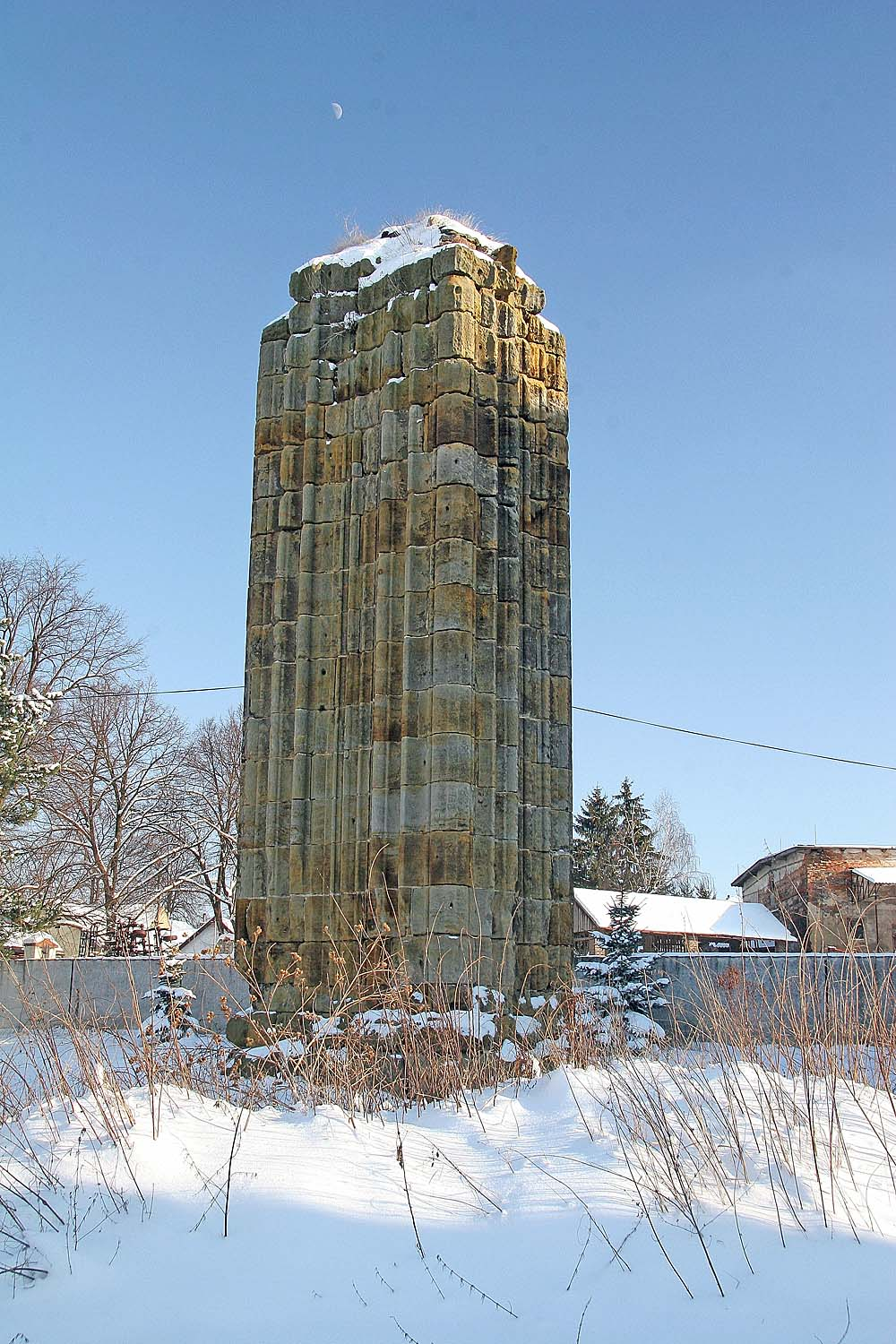
Poslední stojící pilíř ze čtyř v křížení baziliky
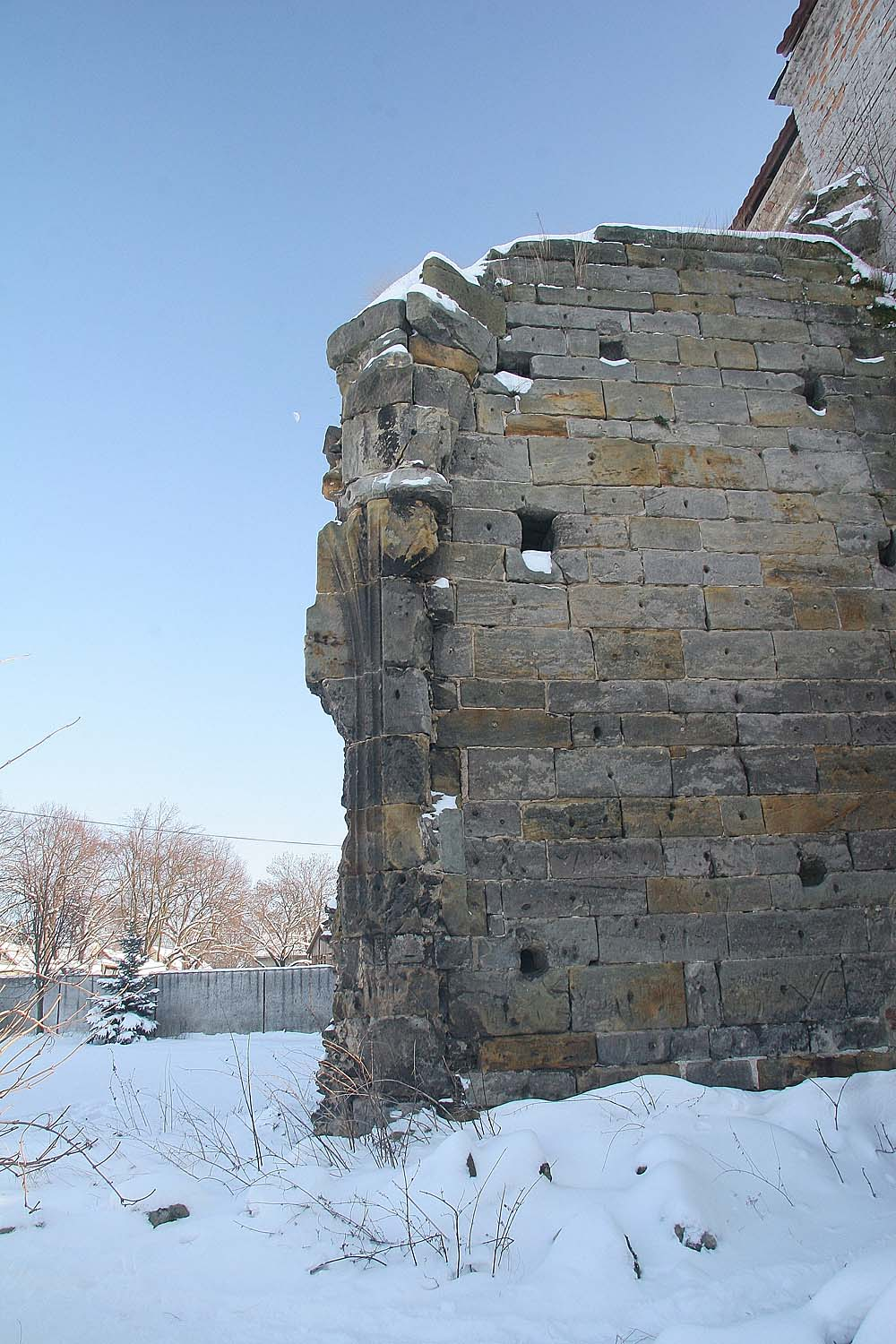
Zbytky zdí gotické kaple
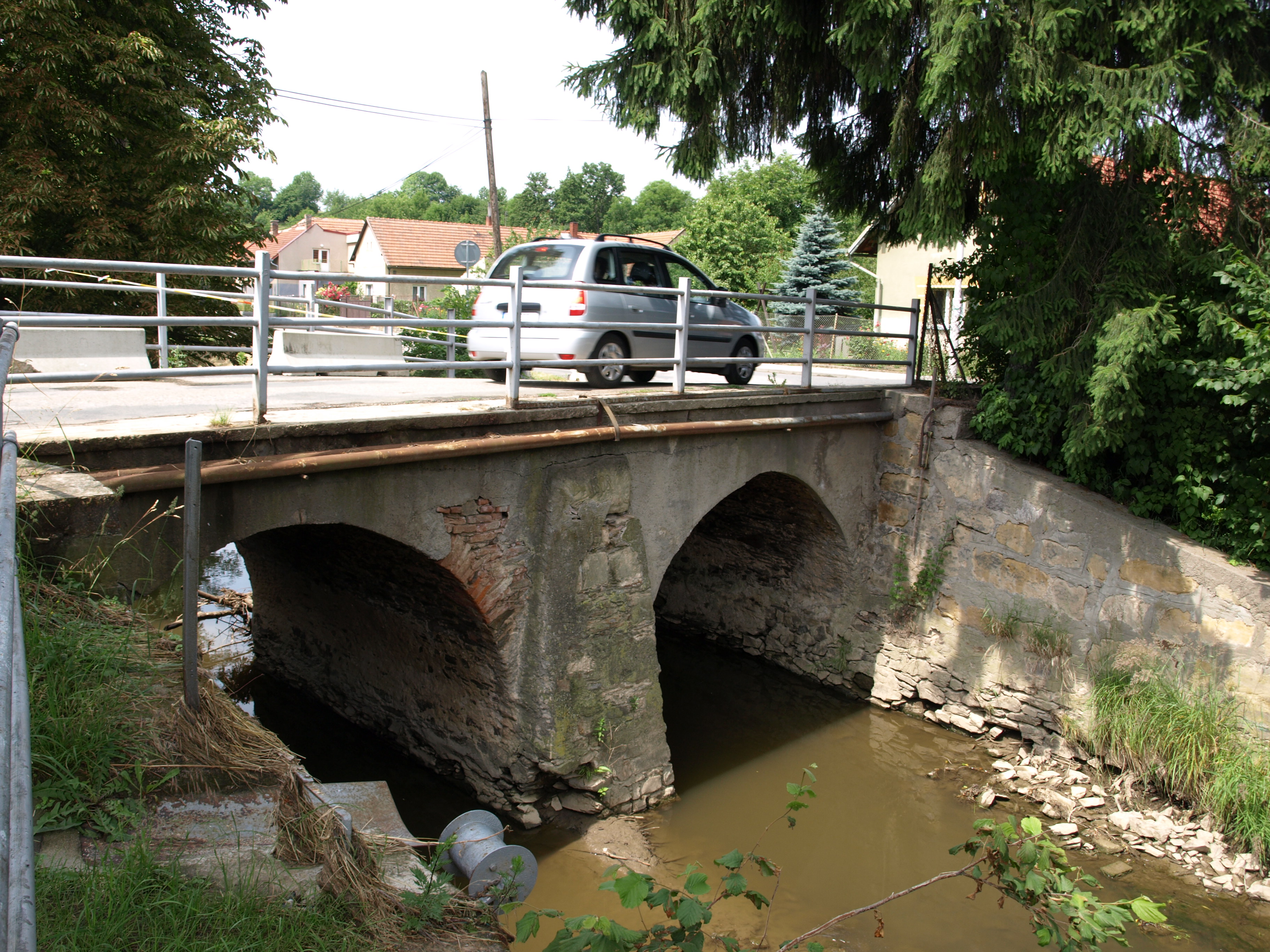
Gotický most přes Výrovku
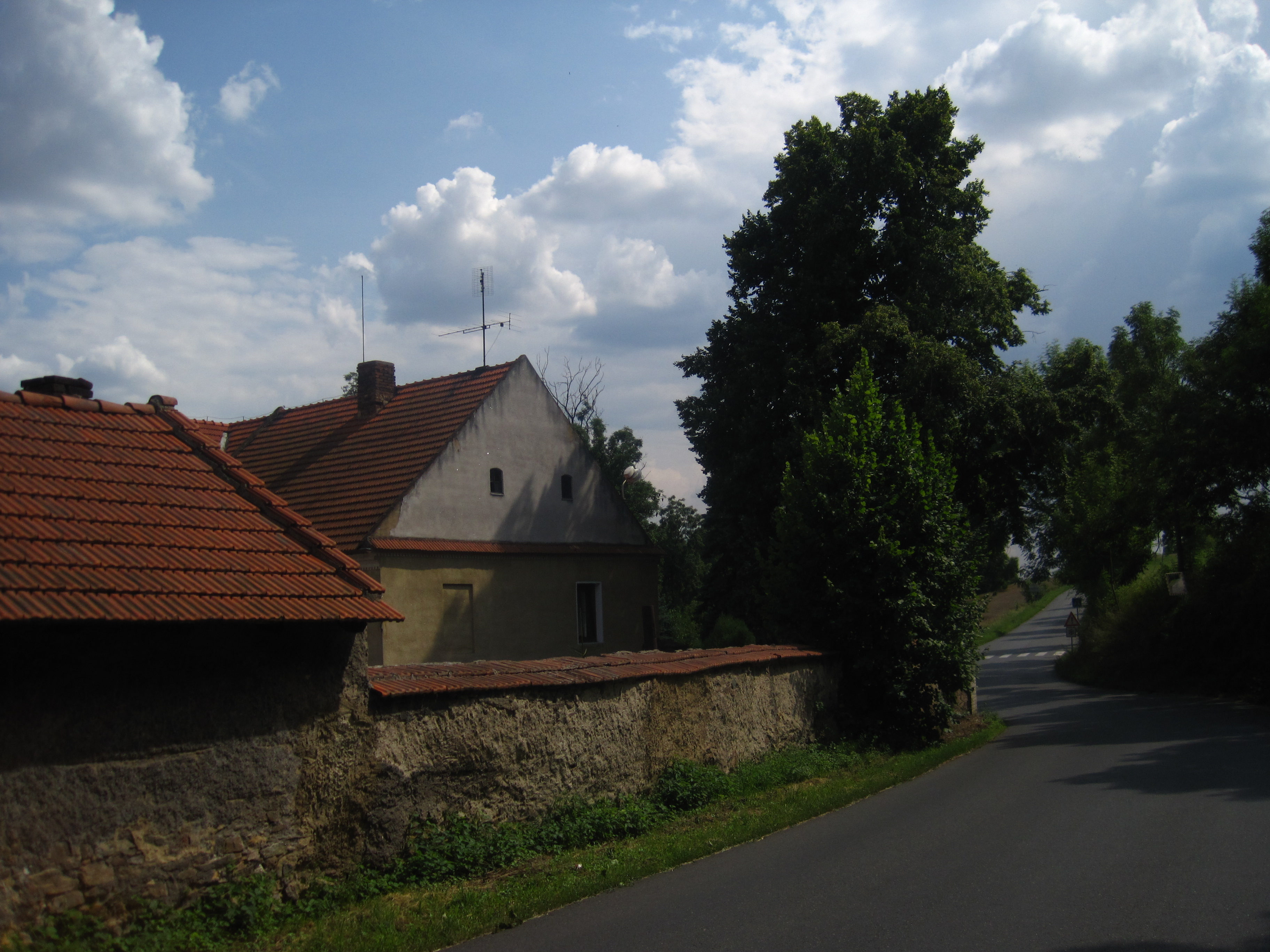
Bývalý mlýn čp. 11
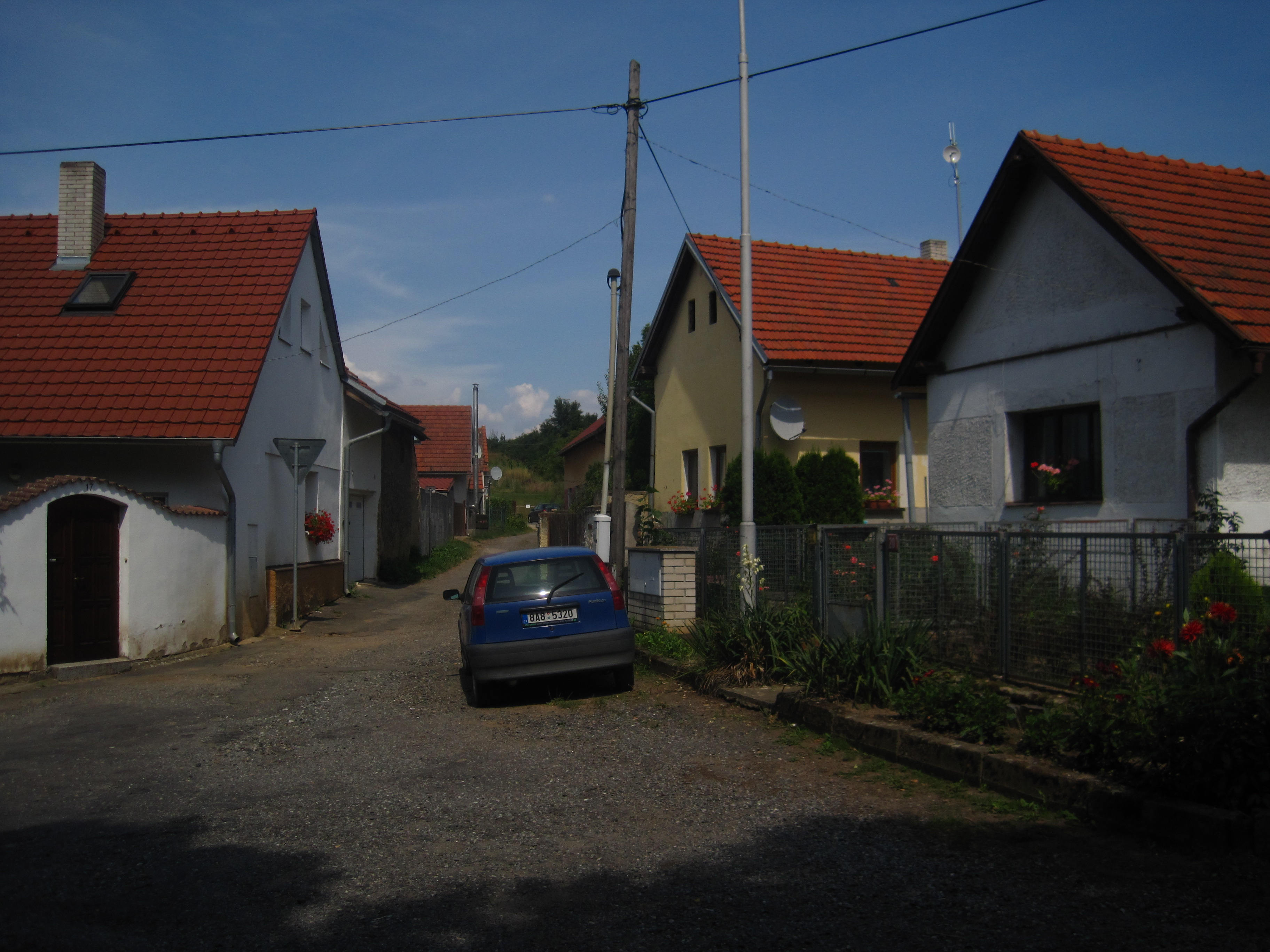
Chalupy čp. 17, 21 a 20 při cestě ke svatému Prokopu
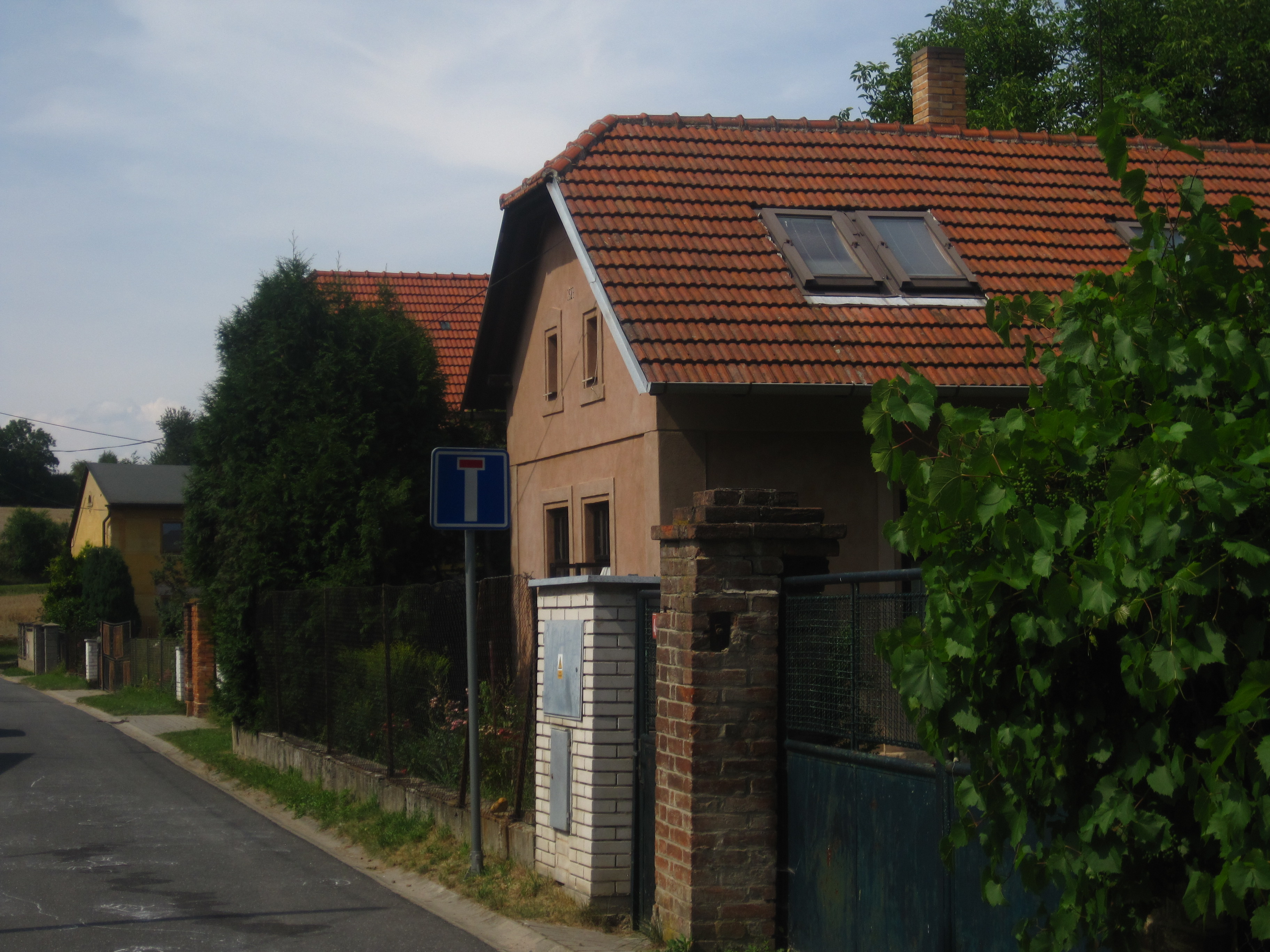
Chalupa čp. 38
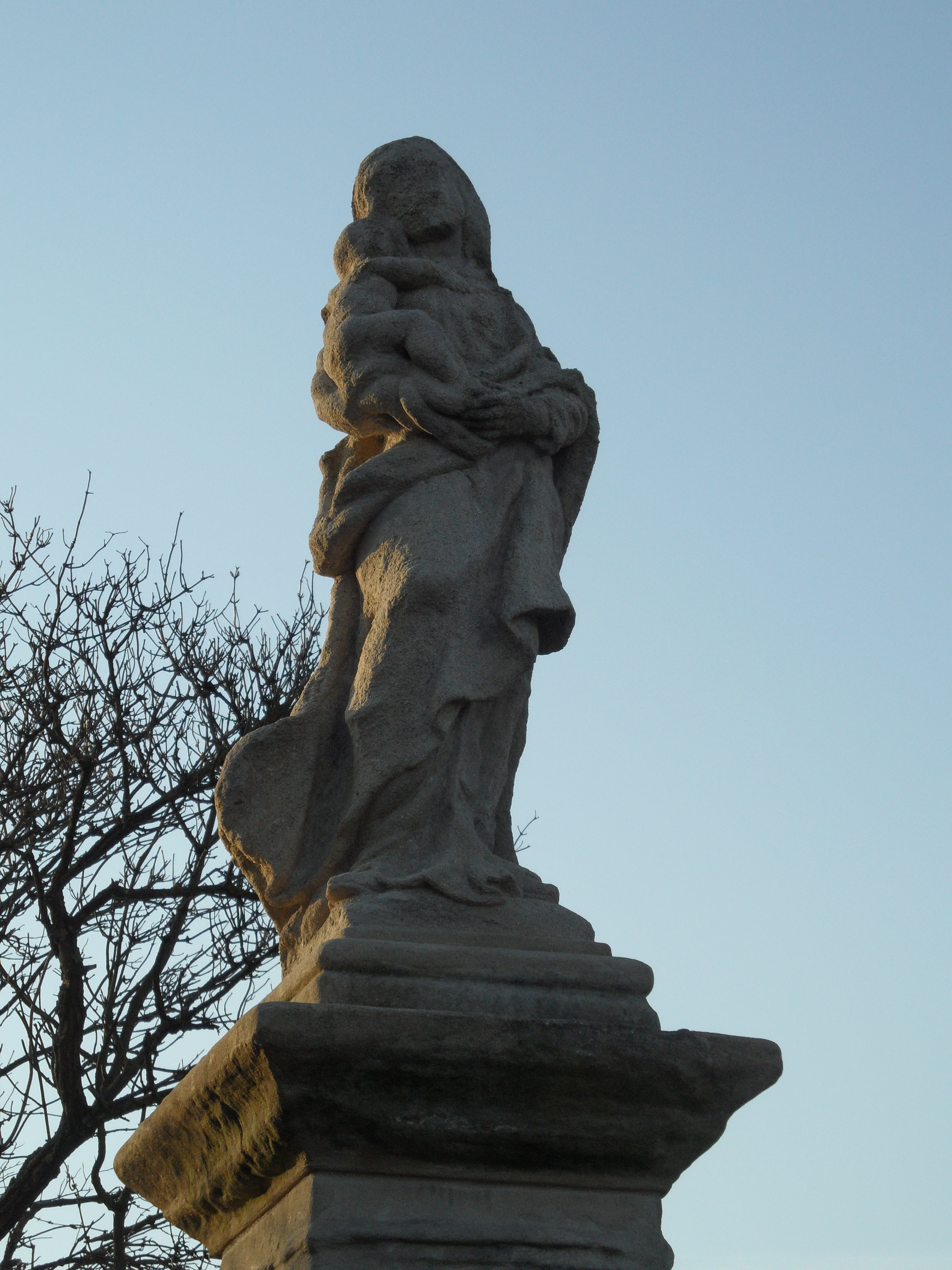
Socha Panny Marie
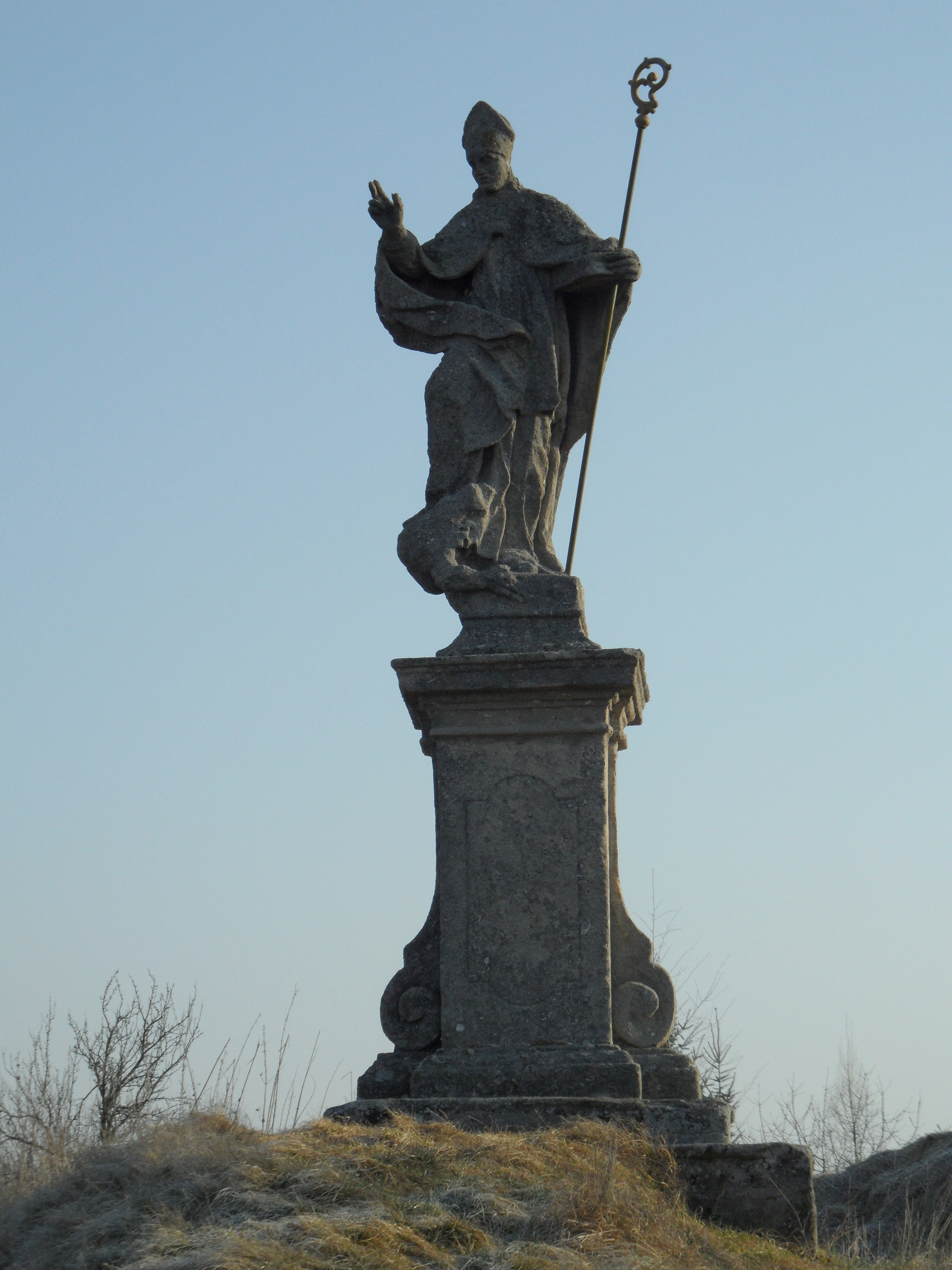
Socha svatého Prokopa
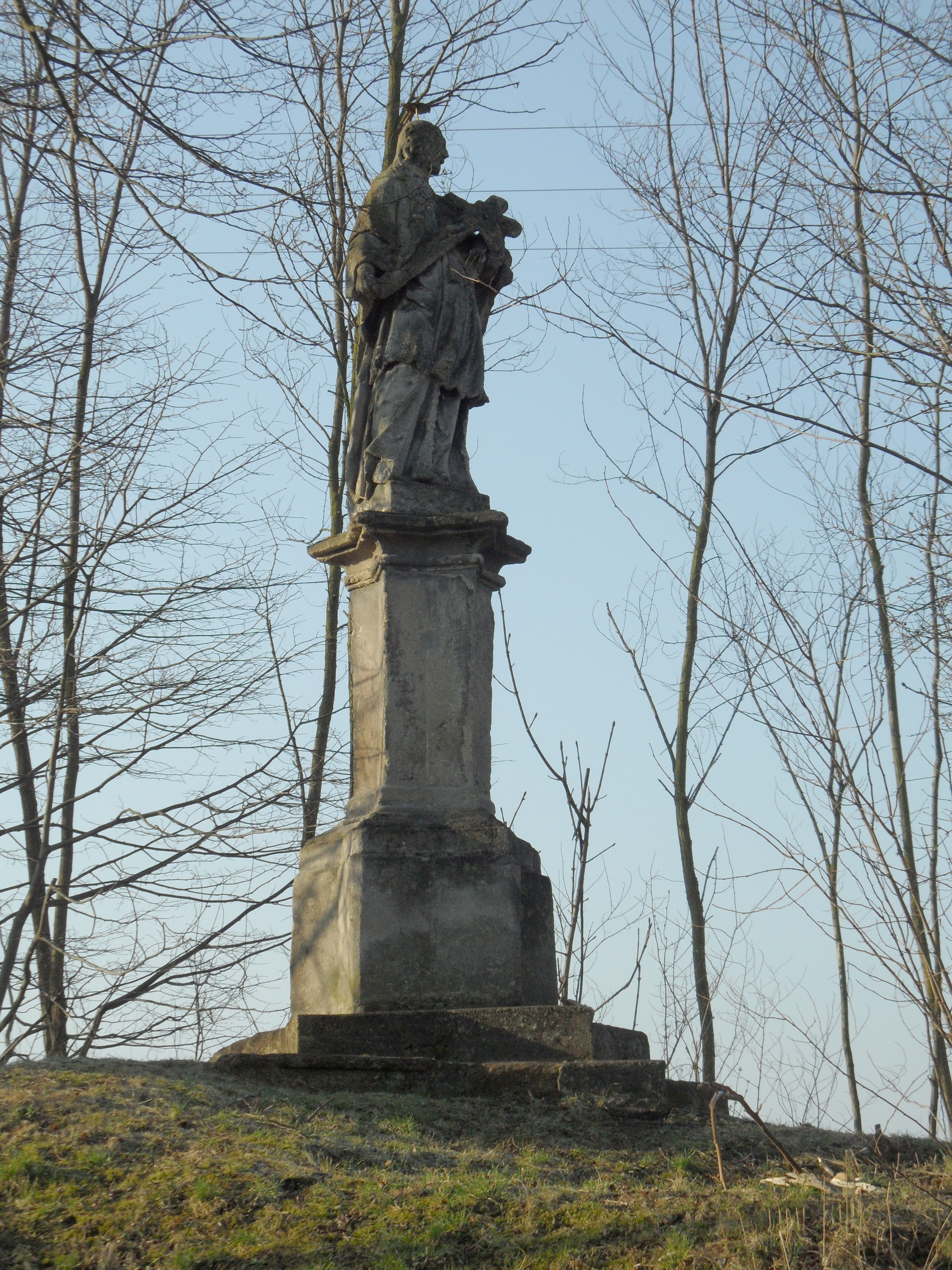
Socha svatého Jana Nepomuckého
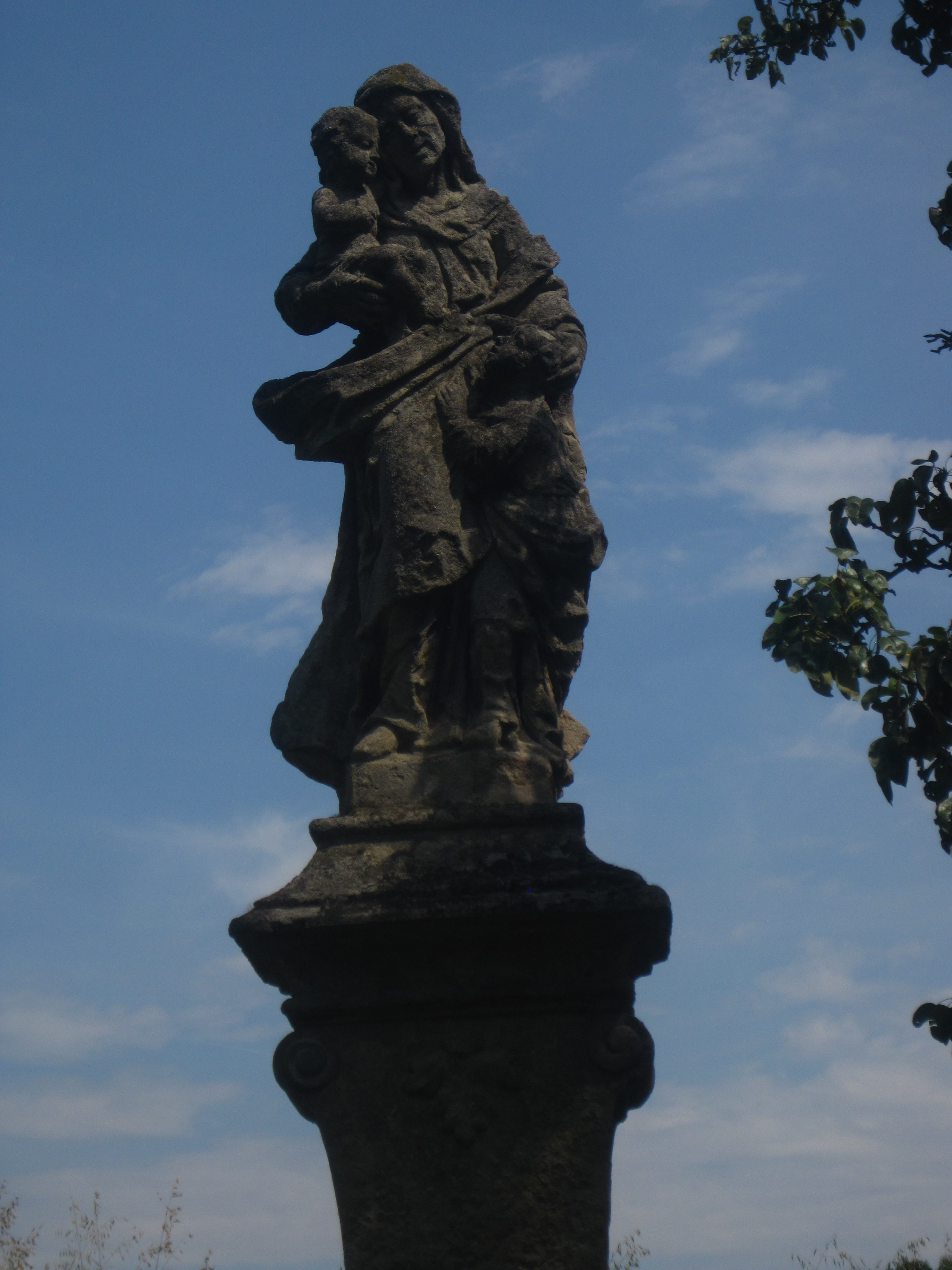
Socha svaté Anny